# アメイゾ
アメイゾ（A.M.A.Z.O.）は、DCコミックスの出版するアメリカン・コミックスに登場する架空のヴィランでアンドロイド。

## 人物
原作コミックではブレイブ&ボールド#30 (1960年)にて初登場。ドクターアイボが制作したアンドロイドで組み込まれたジャスティスリーグ7人の能力を使用することが可能だが、一つ一つの能力はオリジナルの能力に劣るのが弱点。ジャスティス・リーグのヴィランである。

## DCアニメイテッドユニバース
アニメシリーズジャスティス・リーグ(アニメ)では設定とデザインを変更され灰色な無機質の人型アンドロイドとして登場した。生みの親であるドクターアイボが病死し、仮の養父となったレックス・ルーサーに騙されてジャスティスリーガーと戦うこととなってしまう。アメイゾはスーパーマンとワンダーウーマンの怪力とヒートビジョンとスーパーブレスと真実の投げ縄と腕輪と戦闘センス、フラッシュのスピードフォース、グリーンランタンのランタンリング、ホークガールの飛行能力とメイスを入手し、バットマンの格闘センスとベルトの装備、さらに肉体の透過やテレパシーを使用できる火星人のジョン・ジョーンズら7人の能力とジョーンズが直前に体感していた人間の光と愛と太陽の光のハイブリッドエネルギー得て黄金の太陽神ゴールドアメイゾへと転生し宇宙へと昇天する。
その後ゴールドアメイゾは宇宙へ探求の旅に出た。後にジャスティスリーグアンリミテッドで宇宙から帰還後に新メンバーの能力も取り込み無敵の存在となった。後にアイボのデータを元にルーサーはアメイゾ2号を制作したが、起動する前にアマンダ・ウォーラーにレーザーで焼却されている。
外見のモデルは見ての通りコミック版のスーパーマンの最強形態スーパーマンプライムワンミリオンとスーパーマンアニメシリーズのヴィランパラサイトのデザインの流用。声優は日本語版が船木まひと原語版はロバート・ピカードが務めた。

## 特性
相手の姿を見てスキャニングすることで遺伝子を取り込み能力をコピーできる。ロボットならば内部機械を分析し取り込みコピーする。ただし相手の弱点までもコピーしてしまうという諸刃の剣であった。しかしアメイゾにはもう一つの能力があり、それは攻撃されたり周囲の環境や戦闘により無限に進化するという能力があった。即ちアメイゾは一度受けた攻撃は二度と通用しないのである。これにより弱点をコピーする能力も克服した。さらにジョーンズの能力を取り込み再生能力を得たことにより例え破壊しようにも首を吹き飛ばされても何事も無く再生してしまう。体内には有事の際の自爆装置があったが、ルーサーにリモコンで首を爆破されるも即座に再生すると同時に装置を除去している。

## バットマン:アンダー・ザ・レッドフード
バットマンに対抗するヴィランとして登場するが、能力の吸収より前に破壊される。